# Terry McDermott
Terence "Terry" McDermott (Liverpool, 8 de dezembro de 1951) é um ex-futebolista profissional inglês que atuava como meia e jogou no Liverpool nos anos 70 e início dos anos 80, no qual conquistou três títulos da Liga dos Campeões e cinco títulos da Primeira Divisão. Ele também jogou 25 vezes pela Seleção Inglesa Inglaterra e teve uma extensa carreira de treinador com o Newcastle (duas vezes), Huddersfield Town e, mais recentemente, como auxiliar técnico do Birmingham City e do Blackpool.

## Carreira

### Início de carreira
McDermott se juntou as categorias de base do Bury em 1969. Ele fez um total de 90 jogos e oito gols antes de ser contratado pelo Newcastle United em 1973.
O treinador Joe Harvey deu a McDermott sua estreia no Newcastle em 17 de março de 1973, em Old Trafford, em um jogo contra o Manchester United. Ele saiu do banco, mas não conseguiu fazer nada para evitar que o Newcastle perdesse por 2-1.
McDermott chegou à final da FA Cup em 1974 contra o Liverpool. No entanto, o Newcastle perdeu a partida por 3-0.

### Liverpool
O treinador do Liverpool, Bob Paisley, em sua primeira temporada após substituir Bill Shankly, trouxe McDermott para o clube em novembro de 1974. Ele fez sua estréia no Liverpool, juntamente com Phil Neal, em 16 de novembro, em um clássico contra o Everton no Goodison Park que terminou empatado em 0-0. O primeiro gol de McDermott veio em um empate por 1 a 1 com o Burnley no Turf Moor em 8 de março de 1975.
McDermott lutou nos próximos dois anos para entrar no time ou segurar o lugar quando lhe era dada a chance. O Liverpool venceu a Liga e a Copa da UEFA em 1976, mas McDermott não jogou em partidas suficientes durante a temporada para conquistar uma medalha da Liga, apesar de estar na equipe que venceu na Europa. Especulou-se que ele sairia do clube no verão de 1976, mas ao invés disso permaneceu em Anfield e se tornou parte integrante dos triunfos da temporada seguinte.
McDermott se tornou titular em 1977 e o seu gol contra o Everton. na semifinal da FA Cup, foi eleito o gol da temporada pela BBC, esse jogo terminou 2-2, com o Liverpool ganhando o replay. 
Uma vitória na semifinal da Liga dos Campeões significou que o Liverpool chegou à final da Copa da Inglaterra e da Copa Européia, disputada em Wembley e em Roma, em maio de 1977. A vitória em ambas completaria um feito histórico que nunca havia sido alcançados antes. No entanto, o Liverpool foi derrotado na final da FA Cup pelo Manchester United, que terminou o seu sonho "triplo". Houve alegria para McDermott quatro dias depois, quando ele abriu o placar na final da Liga dos Campeões contra o Borussia Mönchengladbach, com o Liverpool vencendo por 3x1. Poucos meses depois, ele marcou três gols na segunda partida da vitória do Liverpool sobre o Hamburgo na final da Supercopa da UEFA de 1977.
O Liverpool chegou à sua primeira final da Copa da Liga em 1978 e esta ocasião foi memorável para McDermott pelas razões erradas. O primeiro jogo em Wembley contra o Nottingham Forest terminou sem gols, mas McDermott teve um gol anulado depois que os árbitros decidiram que o seu companheiro de equipe, Kenny Dalglish, estava em posição de impedimento quando McDermott deu o seu chute. No replay em Old Trafford, depois de Forest ter aberto o placar em um pênalti, McDermott marcou o que considerou ser o gol de empate mas os árbitros anularam novamente, alegando que ele havia conduzido a bola com o braço dele. Forest segurou a vitória por 1 a 0 e McDermott se ofereceu para jurar em uma entrevista após o jogo que ele havia dominado a bola legalmente com o peito.
A consolação dessa perda foi encontrada no final da temporada, quando McDermott fez parte da equipa do Liverpool, que manteve a Liga dos Campeões graças a uma vitória por 1-0 sobre o Club Brugge, em Wembley.
No final da temporada seguinte, McDermott e Liverpool voltaram a ser campeões e eles mantiveram o título em 1980, com McDermott também recebendo a honra pessoal de ser eleito Jogador do Ano dos Jogadores da PFA, bem como o prêmio de Melhor Jogador do Ano da FWA. - o primeiro jogador a ganhar os dois prêmios na mesma temporada.
Em 1981, McDermott jogou quando o Liverpool venceu o West Ham United depois de um replay para vencer a Copa da Liga pela primeira vez e, em seguida, participou do time que derrotou o Real Madrid na final da Liga dos Campeões. Um outro título da Liga e da Taça da Liga seguiria em 1982, mas McDermott já havia perdido o seu lugar no time.

### Newcastle
McDermott retornou para o Newcastle United em setembro de 1982, onde atuou ao lado de Kevin Keegan, seu ex-companheiro de Liverpool, e de Chris Waddle e Peter Beardsley, quando o Newcastle garantiu a sua volta para o topo do futebol inglês.

### Cork City e APOEL Nicosia
McDermott saiu em janeiro de 1985 para jogar no Cork City da Irlanda.<
De 1985 a 1987, McDermott jogou no APOEL do Chipre, ao lado de Ian Moores, onde venceu o Campeonato de Chipre e a Supercopa do Chipre.

## Carreira Internacional
Em 7 de setembro de 1977, Ron Greenwood deu a McDermott sua estréia pela Seleção Inglesa em um empate de 0 a 0 com a Suíça em Wembley. Ele fez seu primeiro gol em 10 de setembro de 1980 durante uma partida das eliminatórias da Copa do Mundo em Wembley contra a Noruega. McDermott marcou dois gols e a Inglaterra venceu por 4 x 0.
McDermott foi selecionado em 1980 para o time da Inglaterra que viajou para a Eurocopa de 1980 na Itália. Ele jogou em dois jogos.
McDermott foi convocado para a seleção da Inglaterra para disputar a Copa do Mundo de 1982 na Espanha, mas não jogou em nenhum dos jogos, apesar do fato de ter participado de todos os jogos de qualificação para a Copa do Mundo.

## Carreira como Treinador
Quando Kevin Keegan se tornou treinador do Newcastle em 5 de fevereiro de 1992, ele recrutou McDermott para ser seu auxiliar e juntos, os dois planejaram um retorno ao topo do futebol inglês para o Newcastle. Depois que Keegan renunciou, McDermott ficou no Newcastle por mais uma temporada sob comando de Kenny Dalglish, mas deixou o Newcastle quando Dalglish renunciou e o substituto Ruud Gullit decidiu trazer seu próprio auxiliar.
Em 2005, McDermott retornou ao Newcastle contratado pelo técnico Graeme Souness para trabalhar como auxiliar. Após a demissão de Souness em fevereiro de 2006, McDermott permaneceu no clube na gestão de Glenn Roeder, Sam Allardyce e Keegan novamente. Quando Keegan se demitiu em setembro de 2008, McDermott também saiu junto. 
Em 19 de dezembro de 2008, Terry foi nomeado como auxilar do Huddersfield Town, da League One, tornando-se efetivamente o braço direito de Lee Clark. Após a demissão de Clark em fevereiro de 2012, McDermott também foi demitido. 
Em junho de 2012 ele se juntou ao Birmingham City como auxiliar de Clark.

## Títulos
Newcastle United
- Texaco Cup: 1973–74
- Copa Anglo-Italiano: 1973

Liverpool
- Primeira Divisão: 1975–76, 1976–77, 1978–79, 1979–80, 1981–82
- Copa da Inglaterra: 1980–81 e 1981–82
- Supercopa da Inglaterra: 1976, 1977, 1979 e 1980
- Liga dos Campeões: 1976–77, 1977–78, 1980–81
- Copa da UEFA: 1975–76
- Supercopa da UEFA: 1977

APOEL Nicosia
- Primeira Divisão do Chipre: 1985–86
- Supercopa do Chipre: 1986

Individual
- Gol da Temporada: 1976–77
- PFA First Division Team of the Year: 1979–80
- PFA Players' Player of the Year: 1979–80
- FWA Footballer of the Year: 1979–80
- European Cup Top Scorer: 1980–81